# Konikowo (Gniezno)

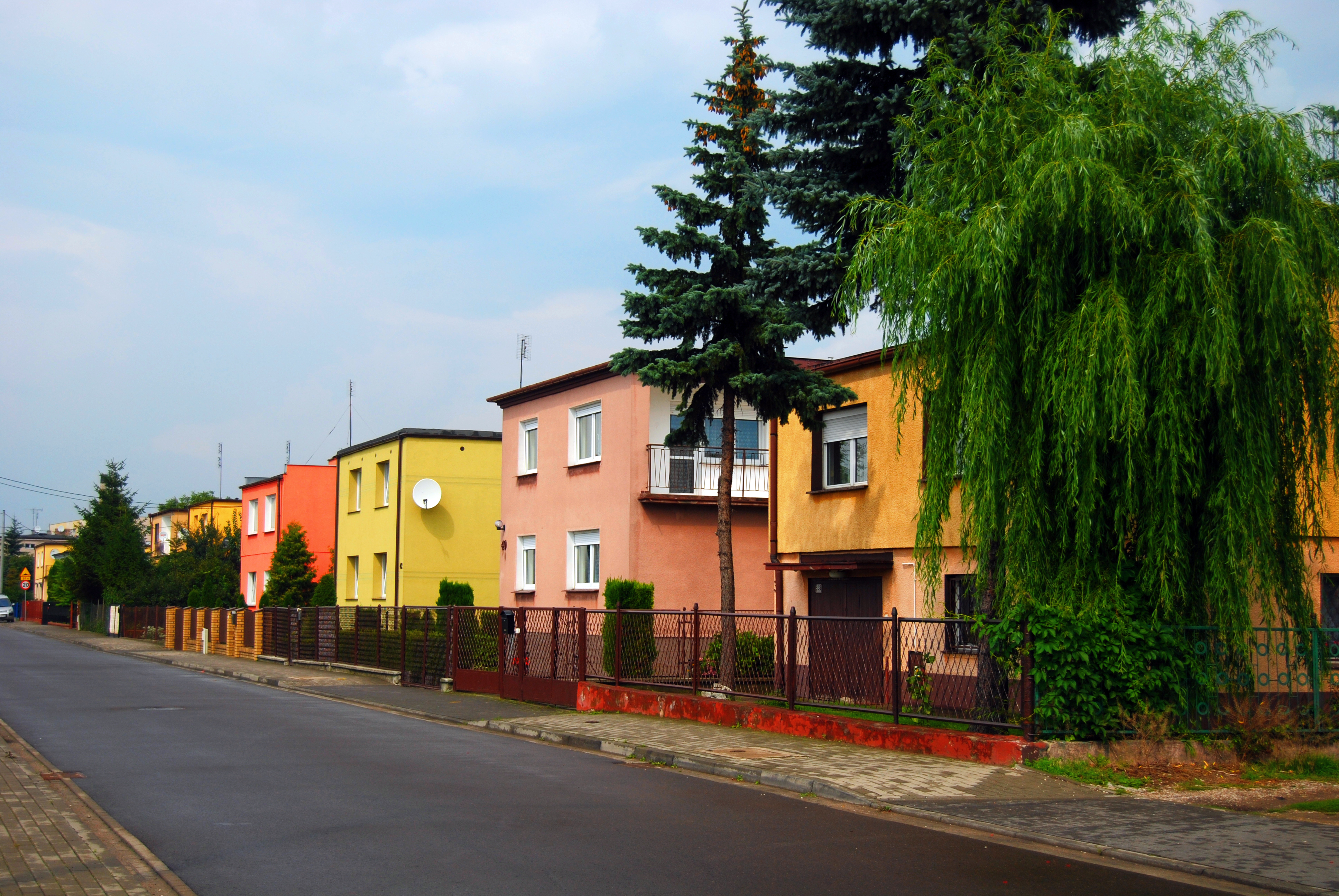
Ulica Paderewskiego, w dzielnicy Konikowo.

Konikowo – osiedle we wschodniej części Gniezna, ok. 3500 mieszkańców. Zabudowa jednorodzinna (z lat 30), wielorodzinna (z lat 80) i produkcyjno-magazynowa. Rada Osiedla nr 11 mieści się przy ul. Roosevelta 53. Od zachodu graniczy z dzielnicą Stare Miasto, od wschodu z dzielnicą Arkuszewo, od południa z dzielnicą Kawiary, od północy z dzielnicą Osiedle Tysiąclecia.

## Ulice
- Chełmońskiego
- Cieszkowskiego
- Kasprowicza
- Kochanowskiego
- Kołłątaja
- Konikowo
- Lelewela
- Libelta
- Marcinkowskiego
- Matejki
- Paderewskiego
- Parkowa
- Reja
- Reymonta
- Słowackiego
- Żeromskiego